# خشكار (مقاطعة فارياب)
خشكار (بالفارسية: خشکار) هي قرية تقع في البلدة المركزية في إيران. يقدر عدد سكانها بـ 337 نسمة بحسب إحصاء 2016.